# Saccamminoidea
Saccamminoidea es una superfamilia de foraminíferos del suborden Saccamminina y del orden Astrorhizida. Su rango cronoestratigráfico abarca desde el Ordovícico hasta la Actualidad.

## Discusión
Clasificaciones previas incluían los géneros Saccamminoidea en la superfamilia Astrorhizoidea, así como en el suborden Textulariina del orden Textulariida

## Clasificación
Saccamminoidea incluye a las siguientes familias:
- Familia Crithioninidae
- Familia Pelosinidae
- Familia Saccamminidae
- Familia Stegnamminidae